# Oaklands
Oaklands – wieś w Anglii, w hrabstwie Hertfordshire, w dystrykcie Welwyn Hatfield. Leży 10 km na północny zachód od miasta Hertford i 38 km na północ od centrum Londynu. Miejscowość liczy 2795 mieszkańców.